# Mimosa hirta
Mimosa hirta är en ärtväxtart som beskrevs av Vell. Mimosa hirta ingår i släktet mimosor, och familjen ärtväxter. Inga underarter finns listade i Catalogue of Life.